# Стриктура мочеиспускательного канала
Стриктура мочеиспускательного канала — сужение просвета уретры, которое развивается в результате рубцово-склеротического процесса.
Данным заболеванием страдают мужчины всех возрастов. Самое частое место поражения — передний отдел мочеиспускательного канала. Чаще заболевают мужчины, у которых в анамнезе имеются венерические заболевания, травмы, вмешательства на мочеиспускательный канал.

## Этиология и патогенез
В основе данной патологии лежит любое повреждение эпителиальной ткани мочеиспускательного канала или подлежащего губчатого тела, в результате которого происходит формирование рубцовой ткани, которой способствует образованию стриктуры и сужению просвета мочеиспускательного канала.
Виды стриктур уретры различают в зависимости от причины возникновения:
1. Травматические возникают в результате травмы мочеиспускательного канала и/или пениса. В литературе типичным примером описывают травму по типу «удара промежности о седло». Сложность заключается в диагностике, так как в большинстве случаев данную патологию диагностирую лишь в момент появления обструктивных расстройств мочеиспускания, в связи с уже сформировавшейся стриктурой. Так же высокая частота ятрогенных стриктур, возникающих после цистоскопии, катетеризации мочевого пузыря и прочих манипуляций на уретре.
2. Воспалительные возникают вследствие воспалительного процесса в мочеиспускательном канале таких, как гонококовые и негонококковые уретриты.
3. Врожденные — данная стриктура мочеиспускательного канала, в основном является диагнозом исключения, когда другие причины образования стриктуры исключены. Точную причину возникновения этого типа стриктуры в данный момент назвать невозможно[1].

## Клиническая картина
Больные жалуются на:
- затруднённое мочеиспускание;
- чувство неполного опорожнения мочевого пузыря;
- частые инфекционные заболевания (простатиты и эпидидимиты)[1].

## Диагностика
Для диагностики стриктур мочеиспускательного канала используют инструментальные и лучевые методы диагностики.
Инструментальным методом диагностики является уретроцистоскопия.
В лучевой диагностике используют следующие методы:
- Ретроградная уретроцистография;
- Мультисприральная компьютерная микционная цистоуретрография;
- Микционная цистоуретрография[2].

## Лечение
Основной выбор в тактике и результата лечения зависит от количества стриктур, локализации и выраженности рубцовости эпителиальной ткани.
В лечении применяют следующие методы:
- Эндоуретротомия;
- Бужирование мочеиспускательного канала;
- Открытая реконструкция уретры[1].
- Меатотомия.

## Прогноз
Почти все стриктуры подвергаются хирургическому лечению, однако, очень высока вероятность возникновения рецидивов.